# Patrick Sontheimer
Patrick Sontheimer, né le 3 juillet 1998 à Marktoberdorf, est un footballeur allemand.

## Carrière
Sontheimer est formé dans les clubs de sa région natale du FC Ebenhofen et du FC Memmingen. Il intègre le centre de formation du club professionnel SpVgg Greuther Fürth.
Avec l'équipe junior de Fürth, Sontheimer devient joueur régulier dans la Bundesliga junior A et B avant de faire sa première courte apparition dans une équipe adulte en octobre 2016, à l'âge de 18 ans, lorsqu'il joue avec l'équipe réserve face à Augsbourg.
Lors du camp d'entraînement hivernal de la saison 2016-2017, le milieu de terrain est autorisé à participer à la préparation de la seconde moitié de la saison avec les professionnels sous la direction de l'entraîneur Janos Radoki, qui l'a connu chez les moins de 19 ans. Sontheimer est titulaire lors du premier match de 2017 contre le TSV 1860 Munich et dispute ensuite dix autres matchs. En mars 2017, il signe un contrat professionnel valable jusqu'en 2020.
Pour la seconde moitié de la saison 2018-2019, Sontheimer est prêté au FC Würzburger Kickers, équipe de troisième division. L'équipe remporte la Coupe de Bavière contre le SV Viktoria Aschaffenbourg. Après la saison, le contrat de prêt entre Fürth et Wurztbourg est prolongé d'un an et une option d'achat est ajoutée. Fin février 2020, les Kickers achètent Sontheimer. À la fin de la saison 2019-2020, au cours de laquelle Sontheimer est utilisé de manière variable au milieu de terrain, Wurztbourg est promu en 2. Bundesliga. Sontheimer ne rate qu'un seul match de championnat en raison d'un carton jaune et est nommé deuxième meilleur joueur de troisième division du classement du football allemand au poste de milieu défensif.
Sontheimer rejoint le club de troisième division du FC Viktoria Cologne 1904 grâce à un transfert gratuit en juillet 2021 pour un contrat de deux ans.
Pour la saison 2023-2024, il s'engage avec le 1. FC Sarrebruck, équipe de troisième division. Le 1er novembre 2023, au deuxième tour de la Coupe d'Allemagne, Sarrebruck bat à domicile l'équipe de Bundesliga Bayern Munich 2 buts à 1 ; Sontheimer marque le but de l'égalisation.